# Цинке, Густав
Густав Филип Цинке (чеш. Gustav Philip Zinke; 1 апреля 1891[…], Роуднице-над-Лабем, Цислейтания — 11 ноября 1967, Усти-над-Лабем) — чехословацкий гребец, выступавший за сборную Чехословакии по академической гребле в 1920-х годах. Двукратный бронзовый призёр чемпионатов Европы, победитель и призёр первенств национального значения, участник летних Олимпийских игр в Антверпене.

## Биография
Густав Цинке родился 1 апреля 1891 года в городе Роуднице-над-Лабем, Австро-Венгрия. Его отец Пратер Цинке занимался фармацевтикой и почти 30 лет находился на посту мэра города, кроме того, являлся и местным первопроходцем в спорте. Густав пошёл по стопам отца, тоже стал фармацевтом и добился значительных успехов как спортсмен. Окончил Философский факультет Карлова университета в Праге.
После образования Чехословакии в 1918 году Густав Цинке в общей сложности пять раз становился чемпионом страны по академической гребле. Благодаря череде удачных выступлений удостоился права представлять Чехословакию на летних Олимпийских играх 1920 года в Антверпене — в одиночках на предварительном квалификационном этапе финишировал третьим позади британца Джека Бересфорда и швейцарца Макса Шмида — тем самым не смог пройти в следующую стадию соревнований. Помимо этого, Цинке трижды принимал участие в чемпионатах Европы, в том числе в одиночках завоевал бронзовые награды в 1923 году в Комо и в 1924 году в Цюрихе.
По завершении карьеры гребца ещё в течение многих лет оставался в чехословацком спорте в качестве функционера, состоял в Чешском гребном союзе.
Погиб 11 ноября 1967 года в Усти-над-Лабем в возрасте 76 лет, упав на рельсы перед движущимся поездом.